# Тарчізіо Бертоне
Його Високопреосвященство кардинал Тарчі́зіо Петро Евазіо Берто́не, S.D.B. (італ. Tarcisio Bertone; нар. 2 грудня 1934, Романо-Канавезе, Італія) — італійський кардинал, Державний секретар Святого Престолу (2006–2013), камерленго римської церкви з 4 квітня 2007 року.
Архієпископ Верчеллі з 4 червня 1991 до 13 червня 1995 року. Секретар Конґреґації доктрини віри з 13 червня 1995 до 10 грудня 2002 року. Архієпископ Генуї з 15 грудня 2002 до 15 вересня 2006 року. Кардинал-пресвітер з титулом церкви Санта Марія Аузіліатріче ін віа Тусколана з 21 жовтня 2003 до 10 травня 2008 року. Кардинал-єпископ Фраскаті з 10 травня 2008 року.

## Ранні роки
Тарчізіо Бертоне народився 2 грудня 1934 р. в Романо-Канавезе (провінція Турин, Італія). Був п'ятим з восьми дітей. Середню освіту здобув в салезіанській ораторії у Вальдокко, після чого вступив на новіціат Згромадження Салезіян у Монте-Олівето (Пінероло). Перші чернечі обіти склав 3 грудня 1950 року.

## Священик і богослов
1 липня 1960 року Тарчізіо Бертоне був рукоположений на священника єпископом Івреї Альбіно Менсою.
Ліценціат з теології здобув на салезіанському богословському факультеті в Турині, захистивши дисертацію про релігійну толеранцію і свободу. Згодом він продовжив своє навчання у Папському салезіянському університеті в Римі, де захистив докторську дисертацію з канонічного права на тему «Управління Церквою згідно з поглядами Бенедикта XIV — папи Ламбертіні (1740—1758)».
У 1967–1976 рр. Тарчізіо Бертоне викладав моральне богослов'я в Папському салезіянському університеті в Римі, а з 1976 до 1991 рр. — канонічне право у тому ж університеті. Займав у цьому університеті такі посади: директор богословів (1974–1976), декан факультету канонічного права (1979–1985), віцеректор (1987—1989), великий ректор (Rettore Magnifico) (1989–1991). З 1978 р. викладав також в Інституті Utriusque Iuris Папського Латеранського університету.
Поряд з науковою і викладацькою діяльністю провадив активну душпастирську діяльність у різних парафіях Рима.
Брав участь в перегляді Кодексу канонічного права, керував робочою групою, яка перекладала його на італійську мову. Відвідав багато єпархій в Італії і закордоном, представляючи нове законодавство римо-католицької церкви.
З 1980 рр. був радником різних дикастерій Апостольського Престолу, особливо активно співпрацював у богословсько-юридичних питаннях з Конґреґацією доктрини віри.
У 1988 році був членом групи фахівців, які супроводжували кардинала Йозефа Рацінґера у переговорах про поєднання з архієпископом Лефевром.
У 1989 році належав до групи ректорів католицьких університетів, які брали участь у редагуванні апостольської конституції «Ex corde Ecclesiae», про ідентичність і завдання католицьких університетів.
У 1990 році, на доручення Державного секретаріату Ватикану, бере участь у засіданнях Європейської комісії «За демократію через право», створеної Радою Європи, щоб допомогти країнам, які щойно здобули незалежність, творити в себе конституційні норми та утверджувати демократичні принципи.
Був членом робочої групи для перегляду всіх постанов Єпископських конференцій після проголошення нового Кодексу канонічного права. Співпрацював з Папською Радою з питань сприяння єдності християн у приготуванні «Нового екуменічного директорію» (1993).

## Архієпископ і кардинал
4 червня 1991 року папа Римський Іван Павло II призначив священика Тарчізіо Бертоне архієпископом і митрополитом Верчеллі — найстаршої єпархії П'ємонту. Хіротонія відбулася 1 серпня 1991 року в кафедральному соборі м. Верчеллі. Головним святителем був архієпископ-емерит Верчеллі Альбіно Менса, а співсвятителями — Луїджі Беттацці, єпископ Івреї, та Карло Кавалла, єпископ Казале-Монферрато.
Душпастирська діяльність нового архієпископа була спрямована на зміцнення єдності між священнослужителями, поглиблення взаємозв'язків між Церквою і культурою та освітою, багато уваги архієпископ Бертоне приділяв душпастирству нових покликань до священичого та чернечого служіння.
У 1995 році папа Іван Павло II номінував архієпископа Бертоне секретарем Конґреґації доктрини віри, префектом якої був майбутній папа, кардинал Рацінґер. З його участю було приготовано кілька важливих документів у справах віри і моралі.
За дорученням папи Бертоне займався публікацією так званої третьої фатімської таємниці, а також переговорами з архієпископом Мілінґо, який був приєднався до секти Муна, а потім знову забажав повернутися до католицької церкви.
10 грудня 2002 року Іван Павло II призначив Бертоне архієпископом і митрополитом Генуї. Уведення на престол Генуезької архієпархії відбулося 2 лютого 2003 року Архієпископ Бертоне був номінований членом Папської ради в справах інтерпретації законодавчих текстів, Конгрегації доктрини віри, Конгрегації в справах духовенства, Конгрегації в справах богопочитання і святих Таїнств.
Під час кардинальської консисторії 21 жовтня 2003 року папа Іван Павло II номінував архієпископа Бертоне кардиналом-пресвітером з титулом Санта Марія Аузіліатріче ін віа Тусколана.
Брав участь у конклаві 2005 року, який обрав папою Римським кардинала Йозефа Рацінґера — Бенедикта XVI.
22 червня 2006 року папа Бенедикт XVI оголосив про призначення кардинала Бертоне Державним секретарем Святого Престолу. Новий Держсекретар був уведений на пост 15 вересня 2006 року.
4 лютого 2007 р. призначений камерленго Святої римської церкви.
10 травня 2008 року папа Бенедикт XVI підняв кардинала-пресвітера Бертоне до рангу кардинала-єпископа субурбікарної єпархії Фраскаті.
31 серпня 2013 року папа Франциск прийняв зречення кардинала Тарчізіо Бертоне з посади Державного секретаря Святого Престолу у зв'язку з досягненням пенсійного віку.

## Кардинал Бертоне і Україна
23–26 травня 2008 року відбувся візит кардинала Бертоне в Україну. Кардинал Бертоне прибув до Львова як легат папи Бенедикта XVI для беатифікації сестри Марти В'єцької — монахині Згромадження Сестер Милосердя св. Вінкентія де Поля (шариток).
23–24 травня у Львові кардинал Бертоне зустрівся з Львівськими архієпископами РКЦ та УГКЦ, представниками духовенства, обласною та міською владою, відвідав історичну резиденцію львівських латинських архиєпископів.
24 травня в парку культури імені Богдана Хмельницького він очолив урочисту Святу Літургію та обряд беатифікації, проголошуючи сестру Марту В'єцьку блаженною.
Наступного дня у Києві кардинал Бертоне мав зустріч з Главою УГКЦ, кардиналом Любомиром Гузаром, відвідав будівництво греко-католицького собору Воскресіння Христового.
У неділю, 25 травня, Державний секретар Ватикану кардинал Тарчізіо Бертоне мав зустріч з Президентом України Віктором Ющенком.

Вручення кардиналові Бертоне ордена князя Ярослава Мудрого І ступеня

Президент України Віктор Ющенко вручив кардиналові Тарчізіо Бертоне орден князя Ярослава Мудрого І ступеня. Згідно з Указом Президента, цієї високої нагороди Тарчізіо Бертоне удостоєно за визначний особистий внесок у поширення у світі ідеалів миру, справедливості та гуманізму.
Участь у зустрічі брали Львівський Архієпископ-Митрополит римо-католицької церкви кардинал Мар'ян Яворський, Апостольський нунцій в Україні архієпископ Іван Юркович, Львівський архієпископ-коад'ютор римо-католицької церкви Мечислав Мокшицький.
Відзначаючи свято Найсвятішого Тіла і Крові Христа, 25 травня перед полуднем кардинал Бертоне очолив Божественну Літургію у співкатедральному соборі святого Олександра, в якій брали участь вірні римо-католицьких парафій Києва. Після богослуження, з нагоди свята Божого Тіла, вулицями Києва пройшов урочистий процесійний похід, який очолив кардинал Бертоне.
Того ж дня відбулося посвячення Вищого Інституту релігійних наук святого Томи Аквінського, в якому брали участь представники різних католицьких спільнот і рухів, чернечих згромаджень і семінарій, а також інших конфесій.
26 травня, перед поверненням до Рима, кардинал Тарчізіо Бертоне мав зустріч з віцепрем'єр-міністром України в справах європейської та міжнародної інтеграції Григорієм Немирею.